# I Shardana
I Shardana è un'opera lirica scritta dal compositore cagliaritano Ennio Porrino nel 1959 che ha avuto la prima assoluta al Teatro San Carlo di Napoli con Gastone Limarilli e Piero Guelfi.

## Trama

### Primo Atto
L'opera è ambientata in Sardegna nel periodo nuragico. L'isola subì fin dall'antichità invasioni di diverse popolazioni che cercarono di sottomettere la popolazione indigena e ad una di queste, avvenuta in un'epoca non specificata, si riferisce il racconto. I personaggi sono di carattere forte e risoluto e decisi nel difendere il suolo patrio. I Sardi del passato usavano praticare dei riti religiosi nelle fonti sacre e a questa tipo di cerimonia prendono parte i due giovani figli del capo Gonnario: Orzacco e Torbeno. A questo punto prende la voce Perdu, guerriero cantore che inneggia alla vittoria e affida la guida del suo popolo a Gonnario. Nibatta però, moglie di Gonnario, non è convinta di quanto stia accadendo e, preoccupata per la sorte dei figli, rimprovera al marito Gonnario di dedicare troppo tempo alla guerra ma Gonnario mette immediatamente fine ai lamenti della donna. Torbeno e Orzocco si inginocchiano ed ha quindi inizio il rituale praticato dal Sacerdote, al termine del quale i due giovani condottieri vengono dotati di elmi, spade e scudi. In questo momento ha inizio la "danza nuragica" . Poco dopo arriva sulla scena Norace proveniente da Nora, lui è il capo della marina sarda e invoca il suo popolo a seguirlo e non dimenticare le distruzioni portate dal nemico. Gonnario quindi assume il controllo delle operazioni militari terrestri mentre Norace quello delle operazioni militari navali. Torbeno però è invaghito di Bèrbera Jonia, una giovane donna arrivata nell'isola al seguito delle armate nemiche. Scesa la notte i due giovani, dimenticandosi della guerra in atto fra i loro rispettivi popoli, hanno un incontro romantico.

### Secondo Atto
Il secondo atto si svolge nei pressi di Montalba, città natale di Gonnario che lui e il suo esercito pongono d'assedio per liberarla dagli invasori. Perdu a questo punto, pensando nostalgicamente alla sua casa, si lascia andare ad un canto malinconico.
Torbeno è anch'esso preda della nostalgia, ma per la sua amata. D'improvviso appare quindi Bèrbera Jonia, come evocata telepaticamente da Torbeno, cosicché i due amanti possono stare nuovamente insieme. Successivamente decidono di fuggire verso Montalba e unirsi agli invasori ma vengono riconosciuti dall'esercito di Gonnario che denuncia l'avvenuto tradimento. Scoppia la battaglia e Gonnario riesce ad individuare nelle file dell'esercito nemico il figlio Torbeno e non esita quindi a sguainare la spada contro di lui, ma viene fermato da Bèrbera Jonia. Appare poi Norace che annuncia di aver sconfitto il nemico in mare. Così si chiude il secondo atto.

### Terzo Atto
Nel terzo atto avviene la condanna da parte del popolo del traditore Torbeno che viene condotto entro il nuraghe per essere condannato a morte. Al che Bèrbera tenta di seguire l'amante ma viene uccisa da Orzocco. In seguito, mentre Gonnario invoca la morte del figlio per liberarsi dalla vergogna e dalle pene, appaiono le ombre dei defunti Torbeno e Bèrbera che chiedono il perdono in quanto la loro colpa è solamente quella di essersi amati. Segue il canto di Nibatta, che esprime così il suo dolore per aver perso il figlio, a cui si uniscono le altre voci fino a formare un unico coro. Al grido di Nibatta: "l'Universo canti il mio dolore", risponde il coro delle Voci dell'Universo con una sofferente Trenodia.
L'opera si conclude con un flashback del primo atto in cui Gonnario affida il comando delle forze navali a Norace e invita il popolo e i poeti a cantare per celebrare la vittoria nei mari. Perdu, il guerriero cantore,  accetta l'invito di Gonnario e si scioglie in un canto dedicato alla sua patria.

## Discografia
Vi sono due registrazioni: la prima è stata realizzata a Roma, all'Auditorium del Foro Italico, il 24 settembre 1960 con Ferruccio Mazzoli (Gonnario), Oralia Dominguez (Nibatta), Gastone Limarilli (Torbeno), Marta Pender (Bèrbera Jonia), Piero Guelfi (Norace), Antonio Galiè (Perdu), Vinicio Cocchieri (Orzocco). L'incisione completa di tale registrazione è disponibile nel cofanetto di 2 cd I Shardana, edito dalla collana Sardìnnia.
La seconda registrazione è stata realizzata presso il Teatro Lirico di Cagliari nel settembre 2013 con Manrico Signorini (Gonnario), Angelo Villari (Torbeno), Gianpiero Ruggeri (Orzocco), Domenico Balzani (Norace), Alessandra Palomba (Nibatta), Paoletta Marrocu (Bèrbera Jonia), Gabriele Mangione (Perdu), Enrico Zara (un pastore sardo/la vedetta/un altro guerriero), Nicola Ravarino Guagenti (una voce/un guerriero), Vittoria Lai (prima dolorante), Francesca Pierpaoli (seconda dolorante), Caterina D'Angelo (terza dolorante), con la partecipazione straordinaria di Elena Ledda, Maestro concertatore e direttore Anthony Bramall e regia di Davide Livermore. La registrazione, edita in CD e in prima mondiale su DVD e Blu Ray, è stata realizzata dalla Dynamic.